# Velký a Malý Tisý
Velký a Malý Tisý je národní přírodní rezervace poblíž města Lomnice nad Lužnicí v okrese Jindřichův Hradec ležící na území chráněné krajinné oblasti Třeboňsko. Řadí se mezi nejvýznamnější rybniční rezervace v Česku a je významná rozsáhlým litorálním porostem na březích rybníků. Oblast spravuje AOPK ČR Správa CHKO Třeboňsko a je evidována i v rámci světové organizace UNESCO jako biosférická rezervace, evropsky významná lokalita v soustavě Natura 2000 a další. Důvodem ochrany je jedna z nejvýznamnějších ornitologických rezervací v Česku. Význam má i z pohledu entomologického.
Součástí rezervace je jedenáct větších rybníků, mimo jiné i dvojice rybníků Velký a Malý Tisý, které daly lokalitě název. Pro rybníky v rezervaci je charakteristické, že mají velmi členité pobřeží tvořené zarostlými břehy, zátokami, poloostrovy a ostrůvky. Na břehy volně navazují podmáčené louky, lesy, vřesoviště a pole. Vlivem rozmanitosti různých stanovišť se zde nachází bohatá řada druhů z flory i fauny, které zde sídlí. Hlavně ptactvo využívá lokalitu jako důležitou migrační zastávku či shromaždiště před pravidelnými tahy.
I přes to, že je lokalita po desetiletí chráněna, došlo nevhodnými hospodářskými zásahy v podobě nadměrného chovu ryb od padesátých let 20. století k postupné degradaci a ústupu litorálních porostů. Od devadesátých let 20. století se ochranáři snaží snižováním počtu nasazovaných ryb a změnou jejich druhové skladby společně s vodohospodářskými zásahy do výšky vodní hladiny rybníka Velký Tisý podpořit rozvoj rákosových porostů. Výsledky těchto opatření ukázaly, že na obnovu porostů by i za vhodných podmínek byla potřeba doba dosahující až desítek let.

## Lokalita

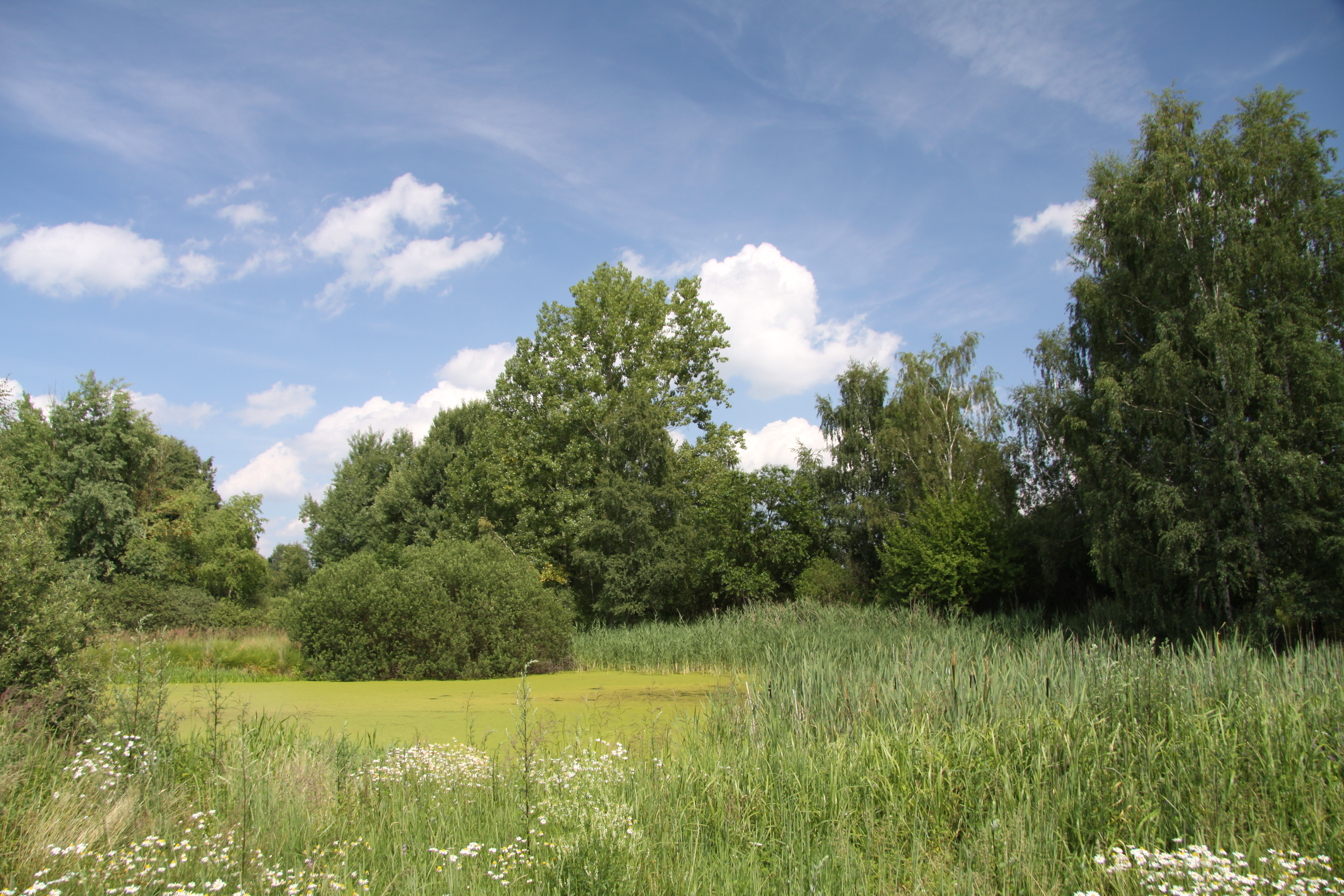
Dolní přesecký rybník

Oblast národní rezervace Velký a Malý Tisý se nachází na západním okraji CHKO Třeboňsko mezi městy Lomnice nad Lužnicí na severu a Třeboní na jihu. Jedná se o rybniční soustavu jedenácti rybníků (jiný zdroj však uvádí čtrnáct rybníků). Největší z nich je rybník Velký Tisý. Národní přírodní rezervace leží v nadmořské výšce mezi 427 až 431 metry. Severní hranice je tvořena polemi a loukami. Severozápadní hranici tvoří silnice procházející přes hráz rybníka Koclířov (leží mimo území rezervace). Na západě, jihozápadě a jihu kopíruje z větší části tok umělého vodního kanálu Zlaté stoky. Východní část hranice pak tvoří železniční trať Lomnice nad Lužnicí – Třeboň (tzv. Koridor D 12), respektive část silnice I/24.
Rybniční soustava je tvořena rybníky Velký Tisý, Malý Tisý, Kubínský rybník, Dolní přesecký rybník, Horní přesecký rybník, Jezero pod Tisým, rybník Šatlavy, rybník Smyček, Malý Dubovec, Velký Dubovec a Velký Paneský rybník.

## Historie
Rybníkářství má v lokalitě dlouhou tradici a samotný ústřední rybník Velký Tisý byl z velkých třeboňských rybníků postaven jako jeden z prvních. Stavba byla dokončena v roce 1505 pod dohledem Štěpánka Netolického, i když historické prameny uvádí, že vyměřovací práce začaly již o tři roky dříve a to v roce 1502. V témže roce (1505) byl vybudován i Malý Tisý. O rok později v roce 1506 začala výstavba Zlaté stoky, která skončila v roce 1520. Tento umělý vodní kanál prochází jižně od rybníka a jeho úkolem bylo přivádět do soustavy rybníků vodu. Kanál Zlatá stoka funguje od 16. století až do současnosti. Nicméně na místě národní rezervace se dříve nacházela dvojice starších rybníků nazývaných Starý a Nový Tisý, které postupně přestaly vyhovovat svému účelu. Proto byl na jejich místě postaveny nový rybník, Velký Tisý. V roce 1596 došlo k rozšíření Velkého Tisého na současnou rozlohu pod patronací dalšího významného rybníkáře Jakuba Krčína.
Vzhledem k tomu, že břehy rybníka byly po dlouhou dobu intenzivně využívány k pastevectví, došlo k jejich odlesnění. To (společně s relativně nízkou intenzitou chovu ryb, která na rybníce panovala do 50. let 20. století) se příznivě projevilo na rozrůstání litorálních (břežních) porostů. Vznikly rozsáhlé mokřady přecházející volně v pastviště. Od října roku 1952 se na lokalitě nacházela ornitologická pozorovatelna.

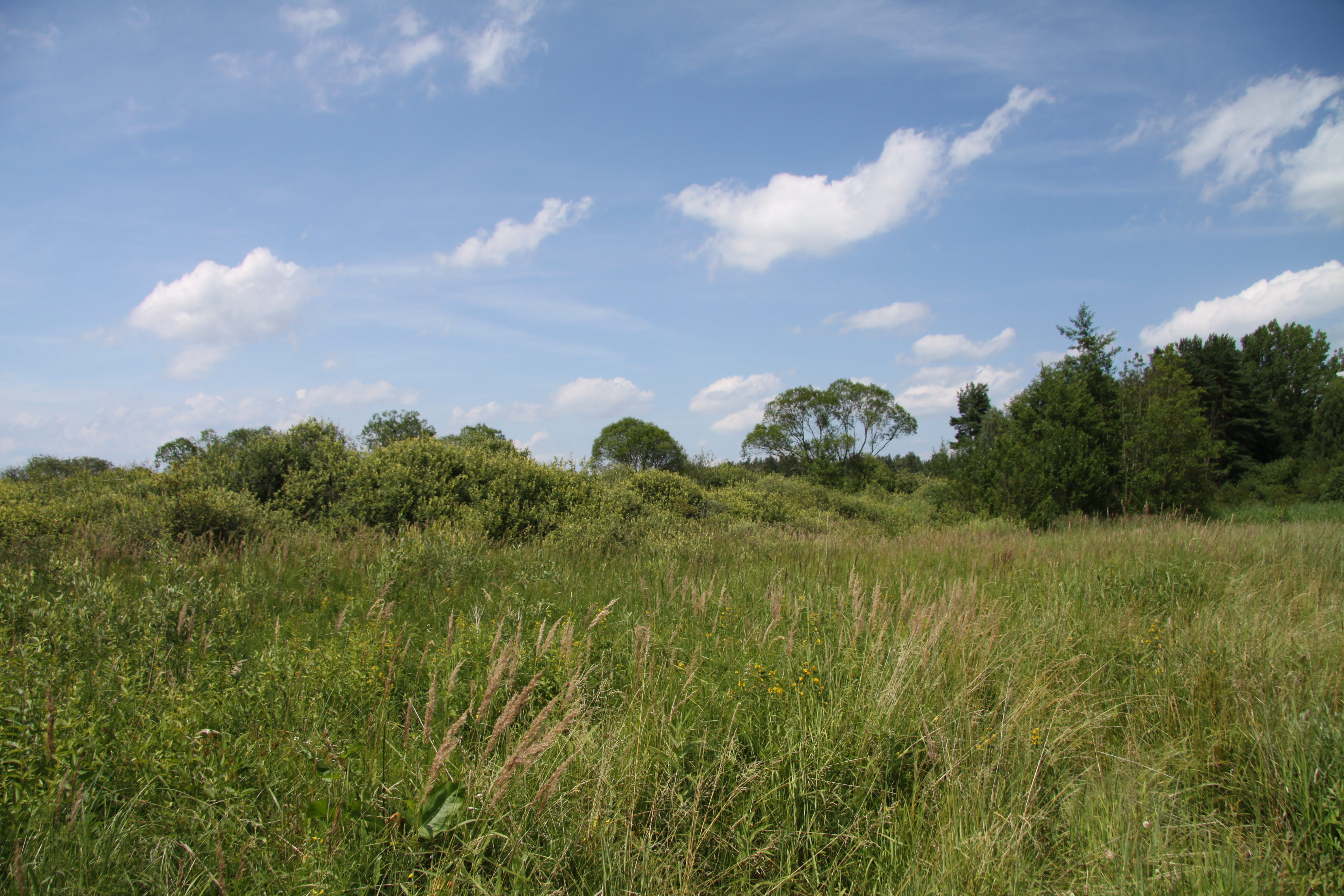
Bujná vegetace v mokřinách přiléhající k jižnímu okraji Velkého Tisého

V 19. století byla lokalita známá spíše pro botaniky s ohledem na výskyt řady vzácných rostlin. Národní přírodní rezervace Velký a Malý Tisý byla vyhlášena výnosem Ministerstva školství a kultury ČSR na základě zákona č. 40/1956 Sb. dne 17. června 1957 jako státní přírodní rezervace. Rezervace byla vyhlášena na ploše 615 ha na základě ornitologického výzkumu oblasti. Na vyhlášení měl hlavní vliv Jan Hanzák se svými spolupracovníky z řad profesionálních i amatérských ornitologů. Vyhlášení rezervace vedlo k zákazu lovu ptactva v oblasti a zamezení rozsáhlých terénních úprav, nicméně vyhláška neupravovala nikterak chov ryb. To se ukázalo později jako zásadní, jelikož extenzivní chov ryb od padesátých let 20. století vedl k devastaci litorálního porostu na lokalitě. Dopady chovu ryb se naplno začaly projevovat od konce šedesátých let a po sedmdesátá a osmdesátá léta 20. století.
V devadesátých letech 20. století po nabytí účinnosti zákona č. 114/1992 Sb. se státní rezervace přeměnila v národní přírodní rezervaci. V současnosti je národní přírodní rezervace součástí první zóny chráněné krajinné oblasti Třeboňsko a biosférické rezervace Třeboňsko evidované v rámci světové organizace UNESCO jako část rozsáhlého nadregionálního biocentra ÚSES Stará řeka – Rožmberk – Velký Tisý. Lokalita je chráněna taktéž v rámci Ramsarské konvence, řadí se do evropsky významných ptačích území a je součástí soustavy Natura 2000.

## Přírodní poměry
Oblast národní přírodní rezervace je tvořena rybniční soustavou 11 rybníků (jiný zdroj uvádí čtrnáct). Hlavní část rezervace tvoří vodní plochy zmiňovaných rybníků, dále pak podmáčené louky, louky, vřesoviště a lesy. Lesy jsou tvořeny převážně smíšeným kulturním porostem místy přecházející až v přirozené lesy různého stáří. Tyto lesní porosty vznikly ve většině případů vysázením na nevyužívané pastviny, případně formou náletů dřevin a postupnou přeměnou v lesní porost. Na hrázi rybníků se nachází duby letní (Quercus robur) a lípy srdčité (Tilia cordata) o stáří několika set let. Dále se zde nachází podmáčené olšiny a porosty vrb.

### Geologie
Podloží oblasti je poměrně pestré, jelikož se na jihovýchodní části chráněného území nachází bělošedé kaolinické pískovce, slepence, dále rudočervené a bělošedé jílovce, jílovité pískovce a svrchnokřídové prachovce spadající do svrchního oddílu klikovského souvrství. Ve východní části se nachází třetihorní montmorilloitické jíly a diatomové jíly až diatomity domanínského souvrství.
Nad hladinu Velkého Tisého vystupuje v jihozápadní části poloostrov Lůsy, který je tvořen neogenními sedimenty zlivského souvrství. Toto souvrství tvoří prokřemenělé jílovité pískovce až slepence, kde se ve spodních partiích nachází nezpevněné jílovité písky a písčité jíly. Východní část lokality je pak vyplněna kvartérními sedimenty v podobě spraší a sprašových hlín. Taktéž se zde nachází holocenní sedimenty vzniklé v tekoucí či stojaté vodě.
Půdní profil je tvořen převážně kambizemí a pseudoglejem.

### Velký Tisý

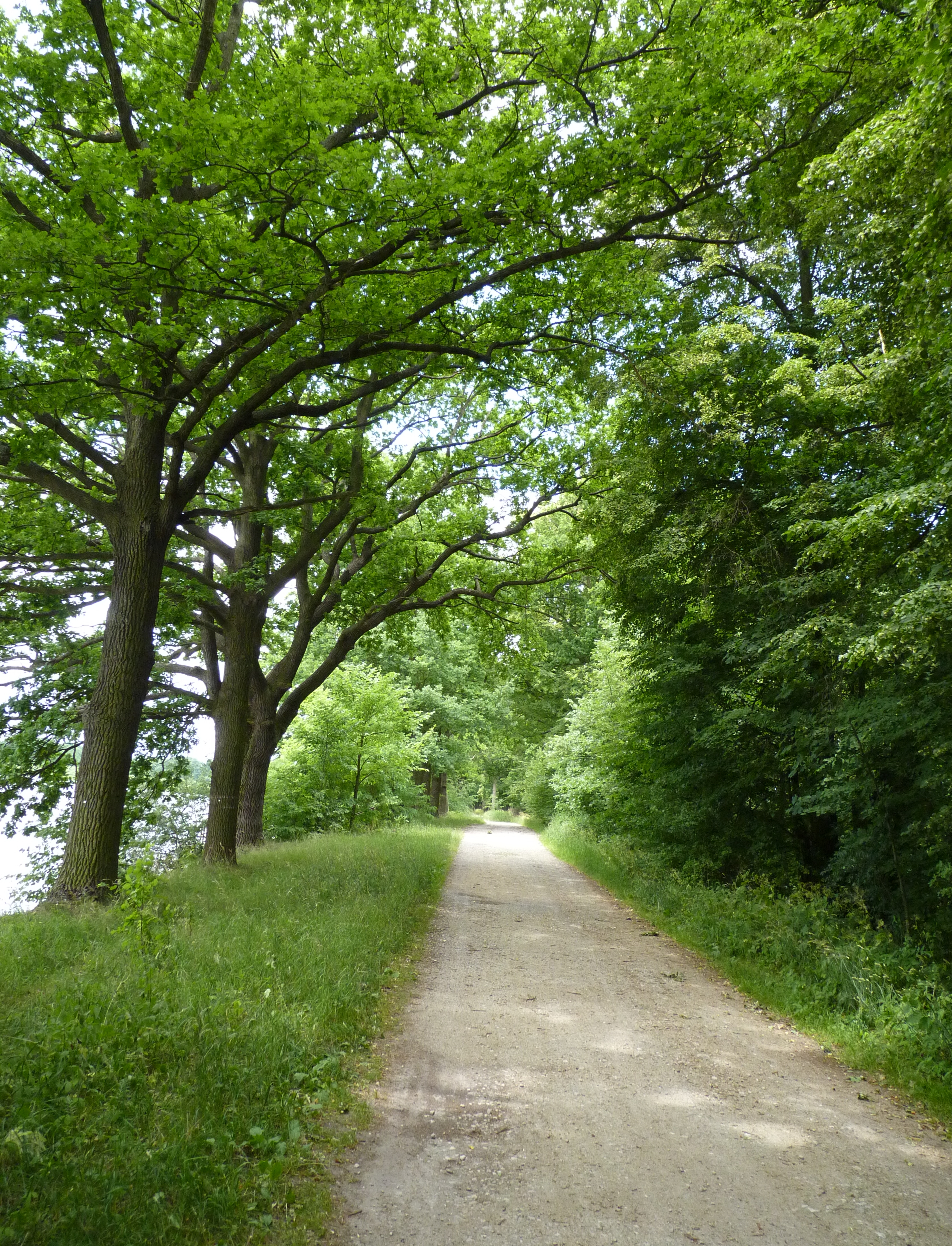
Hráz Velkého Tisého se vzrostlými duby

Velký Tisý je největší rybník na území národní rezervace o katastrální výměře 313 ha, z čehož přibližně 275 ha tvoří vodní plocha (jiný zdroj uvádí 221 ha vodní plochy). Jedná se o pátý největší rybník na území jižních Čech. Voda je do rybníka naháněna skrze umělý kanál Zlatou stoku (respektive skrze sousední rybník Koclířov) a odváděna Miletínským potokem skrze výpustní kamenný kanál. Celkový objem zadržované vody je okolo 2,75 miliónu m3, hladina vody je regulována na 425,2 m n. m. Nicméně hloubka rybníka dosahuje pouze 1 metru. Délká hráze dosahuje 2 km a je porostlá starými duby. Pobřeží rybníka Velký Tisý je velice členité s množstvím ostrovů a poloostrovů porostlé litorálním porostem. Na zarostlé pobřeží navazují okolní podmáčené louky. Významným prvkem rybníka je nepravidelný poloostrov Lůsy, který vybíhá z jihozápadní strany kolem 429 metrů vysokého vrchu Na Lůsech.
Oblast rybníka Velký Tisý je významnou ornitologickou lokalitou, jelikož se zde shromažďují ptáci před tahy převážně koncem léta a na podzim. V této době se na rybníce vyskytují tisícihlavá hejna různých druhů kachen a hus.

### Malý Tisý
Podobně jako rybník Velký Tisý byl i Malý Tisý vybudován roku 1505 na ploše 32 ha. Nachází se na jihovýchodním okraji národní přírodní rezervace poblíž silnice I/24. Taktéž jako Velký Tisý i tento rybník je napájen vodou přicházející Zlatou stokou.

### Flora
Dříve se na lokalitě nacházela lužní střemchová doubrava a olšina (společenstva Quercus robur-Padus avium a Alnus glutinosa-Padus avium), která je v současnosti zakryta vodní plochou rybníků. Nicméně na několika částech území se podmáčené lesy zachovaly v podobě porostů křovitých vrb (sv. Salicion cinereae) a jako porost olše lepkavé (Alnus glutinosa). Taktéž oblasti, které dříve sloužily jako pastviny, se postupně mění vlivem náletů břízy a borovice. To má za následek ústup trnky obecné (Prunus spinosa), hlohu jednosemenného (Crataegus monogyna), hlohu obecného (C. laevigata) a jalovce obecného (Juniperus communis).Oblasti, kde dochází jednou do roka k sečení, jsou domovem následujících druhů: všivec ladní (Pedicularis sylvatica), hadí mord nízký (Scorzonera humilis), vstavač kukačka (Orchis morio), prstnatec májový (Dactylorhiza majalis), pupečník obecný (Hydrocotyle vulgaris), pampeliška Nordstedtova (Taraxacum nordstedtii), jetel kaštanový (Trifolium spadiceum), kozlík dvoudomý (Valeriana dioica) a další.

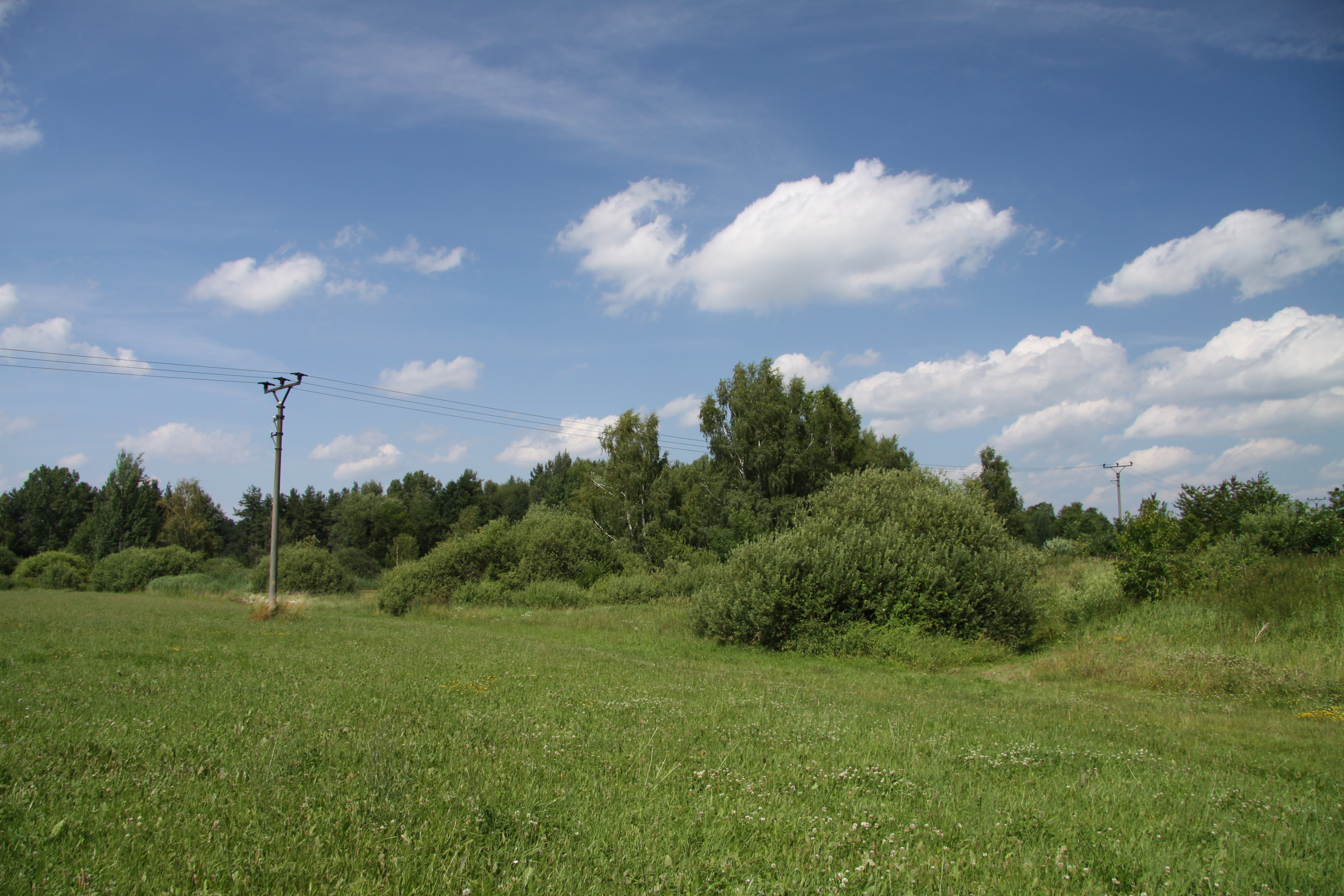
Sečené louky na jižní části rezervace

Litorální porost rákosin je tvořen rákosem obecným (Phragmites australis) a dále například šípatkou střelolistou (Sagittaria sagittifolia). Ve vodou bohatých oblastech rezervace roste kapradník bažinný (Thelypteris palustris), ďáblík bahenní (Calla palustris), ve zbahněných částech rezervace rozpuk jízlivý (Cicuta virosa) či čarovník prostřední (Ciraea intermedia). Převážně ostrůvek v Malém Tisém reprezentuje ostřicomechové rašeliniště, kde se vyskytují druhy ostřice mokřadní (Carex limosa), vachta trojlistá (Menyanthes trifoliata), klikva bahenní (Oxycoccus palustris) a rosnatka okrouhlolistá (Drosera rotundifolia). V některých maloplošných rybnících roste lakušník niťolistý (Batrachium trichophyllum), rdest světlý (Potamogeton lucens), rdest ostrolistý (P. acutifolium), rdest vláskovitý (P. trichoides), voďanka žabí (Hydrocharis morsus-ranae) a řečanka přímořská (Najas marina).

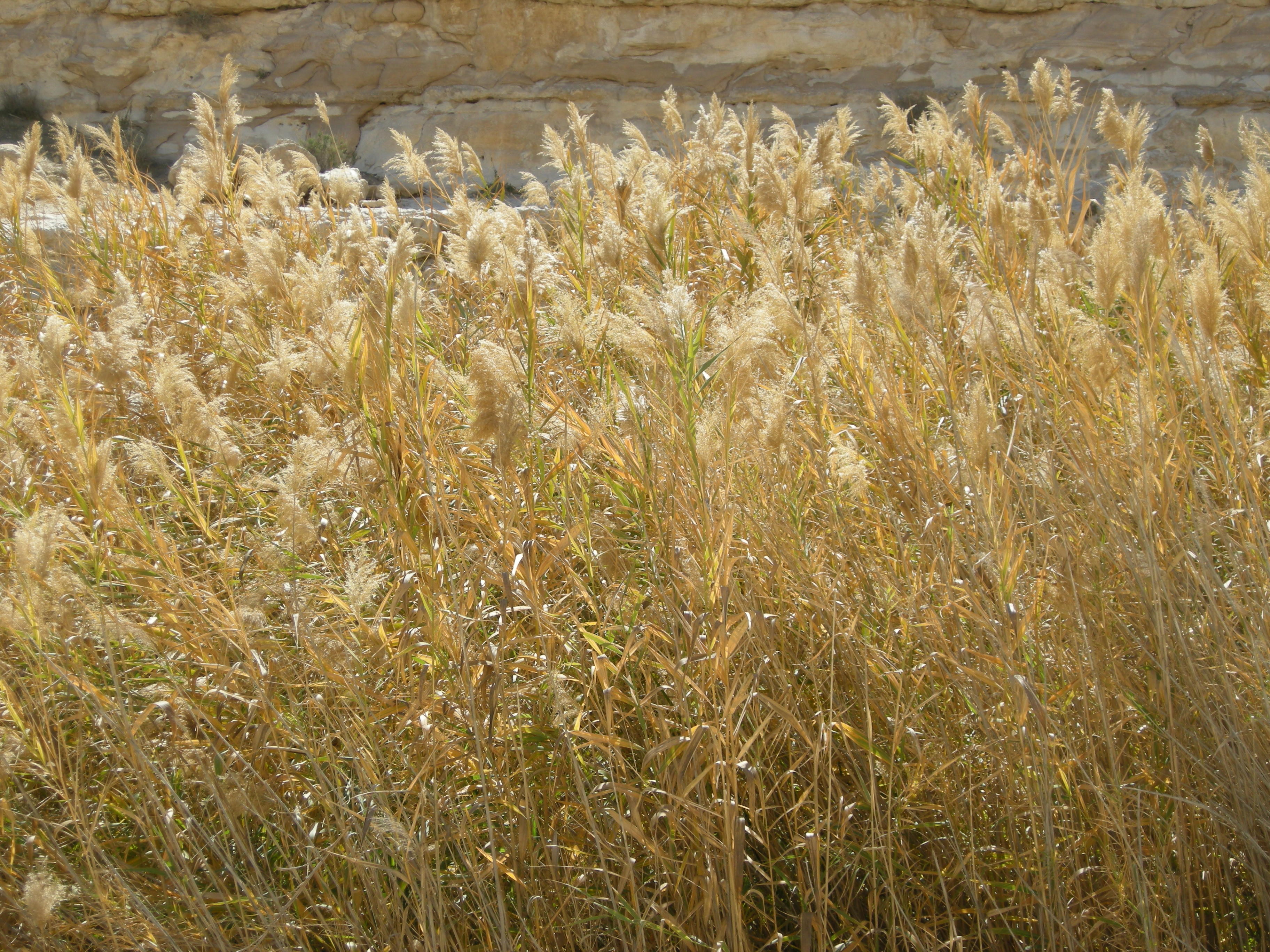
Ilustrační fotografie uschlého rákosu obecného

Dále se na lokalitě vyskytují například tyto druhy: vstavač kukačka (Orchis morio), masnice vodní (Tillaea aquatica), bublinatka prostřední (Utricularia intermedia), všivec lesní (Pedicularis sylvatica), na několika místech hadilka obecná (Ophioglossum vulgatum) v podrostu krušiny olšové (Frangula alnus), plavuň pučivá (Lycopodium annotinum), pupečník obecný (Hydrocotyle vulgaris), tolije bahenní (Parnassia palustris), žebratka bahenní (Hottonia palustris), vzácně vemeník dvoulistý (Platanthera bifolia), prha arnika (Arnica montana), řebříček bertrám (Achillea ptarmica), pcháč různolistý (Cirsium helenioides), halucha vodní (Oenanthe aquatica), kamyšník vrcholičnatý (Bolboschoenus yagara), šmel okoličnatý (Butomus umbellatus), tajnička rýžovitá (Leersia oryzoides), ostřice česká (Carex bohemica), skřípina kořenující (Scirpus radicans), sítina rybniční (Juncus tenageia), ostřice štíhlá (Carex acuta), zábělník bahenní (Comarum palustre), bazanovec kytkokvětý (Naumburgia thyrsiflora), tolije bahenní (Parnassia palustris), rozrazil štítkovitý (Veronica scutellata), třtina šedavá (Calamagrostis canescens), štírovník bažinný (Lotus uliginosus) či dřípatka horská (Soldanella montana) a desítky dalších.

### Fauna
Vzhledem k rozlehlosti rezervace a ke skutečnosti, že se jedná o lokalitu bohatou na rozdílná stanoviště, se zde nachází celá řada živočišných druhů z bezobratlých i obratlovců. Nicméně nejvýznamnější z fauny jsou ptáci, kteří jsou vázání na mokřadní ekosystém.

#### Bezobratlí
Na lokalitě se vyskytuje celá řada bezobratlých, což je dáno širokou škálou stanovišť, které se zde nachází. Jedná se tak o významnou entomologickou lokalitu v Česku. Z těch nejvýznamnějších se jedná například o brouka páchníka hnědého (Osmoderma eremita), z motýlů batolec duhový (Apatura iris), batolec červený (Apatura ilia), otakárek fenyklový (Papilio machaon) a bělopásek tavolníkový (Neptis rivularis). Z pavouků se zde nachází skákavka Marpissa pomatia, Gnaphosa nigerrima, plachetnatka Walckenaeria nodosa, lovčík Dolomedes plantarius, dále je zde možno pozorovat rašelinného mravence Formica picea, dvojici střevlíků Paratachys fulvicollis a Perigona nigriceps, z drabčíků Hypnogyra glabra a Paederus limnophilus, vodomil Berosus spinosus. Velmi vzácně je zde možné pozorovat saranče Tetrix ceperoi. Taktéž zde byl popsán zástupce blanokřídlého hmyzu v podobě poskočilky Aquaencyrtus bohemicus.
Ve vodě se nachází ze zástupců mlžů škeble rybničná (Anodonta cygnea).

#### Obojživelníci
V oblasti se rozmnožuje skokan ostronosý (Rana arvalis), poměrně početné populace zde vytváří kuňka obecná (Bombina bombina) a to převážně na menších rybnících rezervace. Dále rosnička zelená (Hyla arborea) a skokan krátkonohý (Pelophylax lessonae).

#### Ptáci

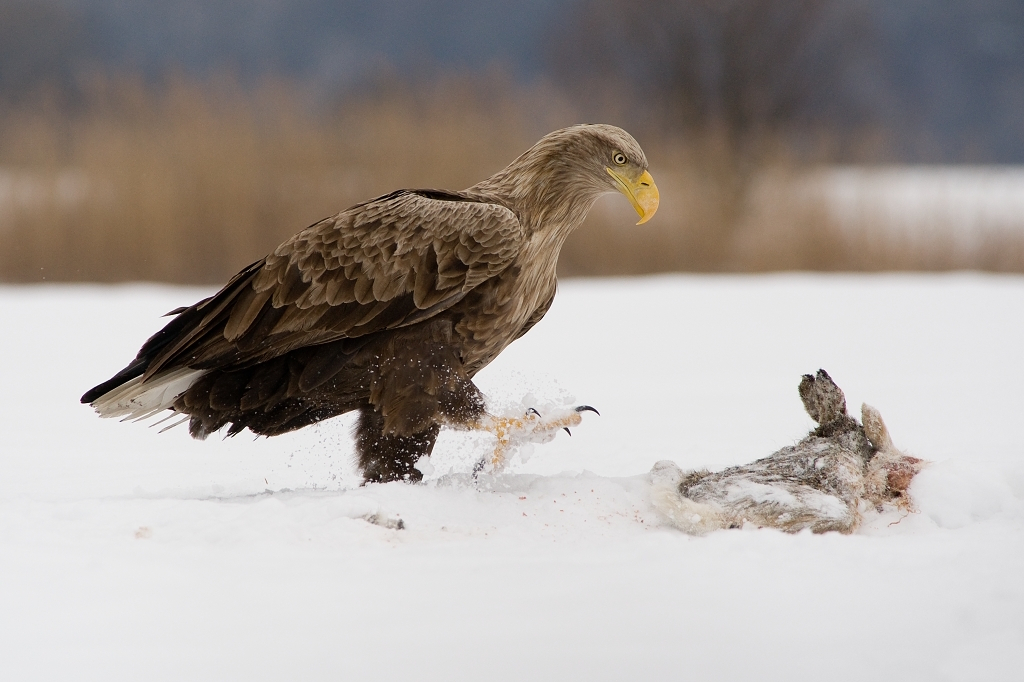
Detail na orla mořského během lovu, jednoho z nejchráněnějších zástupců ptáků na lokalitě

Celá oblast je významnou ptačí rezervací, která slouží jak ke hnízdění, tak i jako shromaždiště ptactva před tahy. Průzkum prováděný v druhé polovině osmdesátých let 20. století prokázal výskyt minimálně 155 ptačích druhů na lokalitě, kde 107 druhů bylo pozorováno jako hnízdících. Je zde možno pozorovat např. orla mořského (Haliaeetus albicilla), pochopa rákosního (Circus aeruginosus), rybáka obecného (Sterna hirundo), slavíka modráčka (Luscinia svecica), chřástla vodního (Rallus aquaticus), chřástala malého (Porzana parva), moudliváčka lužního (Remiz pendulinus), luňáka hnědého (Milvus migrans) nebo sýkořici vousatou (Panurus biarmicus), ostralku štíhhlou (Anas acuta), zrzohlávka rudozobého (Netta rufina), volavku popelavou (Ardea cinerea), volavku červenou (Ardea purpurea) bukače velkého (Botaurus stellaris), kopřivku obecnou (Anas strepera), čírku obecnou (Anas crecca), hohola severního (Bucephala clangula), ostříže lesního (Falco subbuteo), bekasinu otavní (Gallinago gallinago), vodouše rudonohého (Tringa totanus), cvrličku slavíkovou (Locustella luscinoides) nebo labuť velkou (Cygnus olor). Dále během shromažďování před tahy se zde vyskytuje volavka bílá (Egretta alba), kormorán velký (Phalacrocorax carbo) a několik druhů kachen a hus. Nepravidelně se na lokalitě vyskytují taktéž zástupci druhů břehouš černoocasý (Limosa limosa).

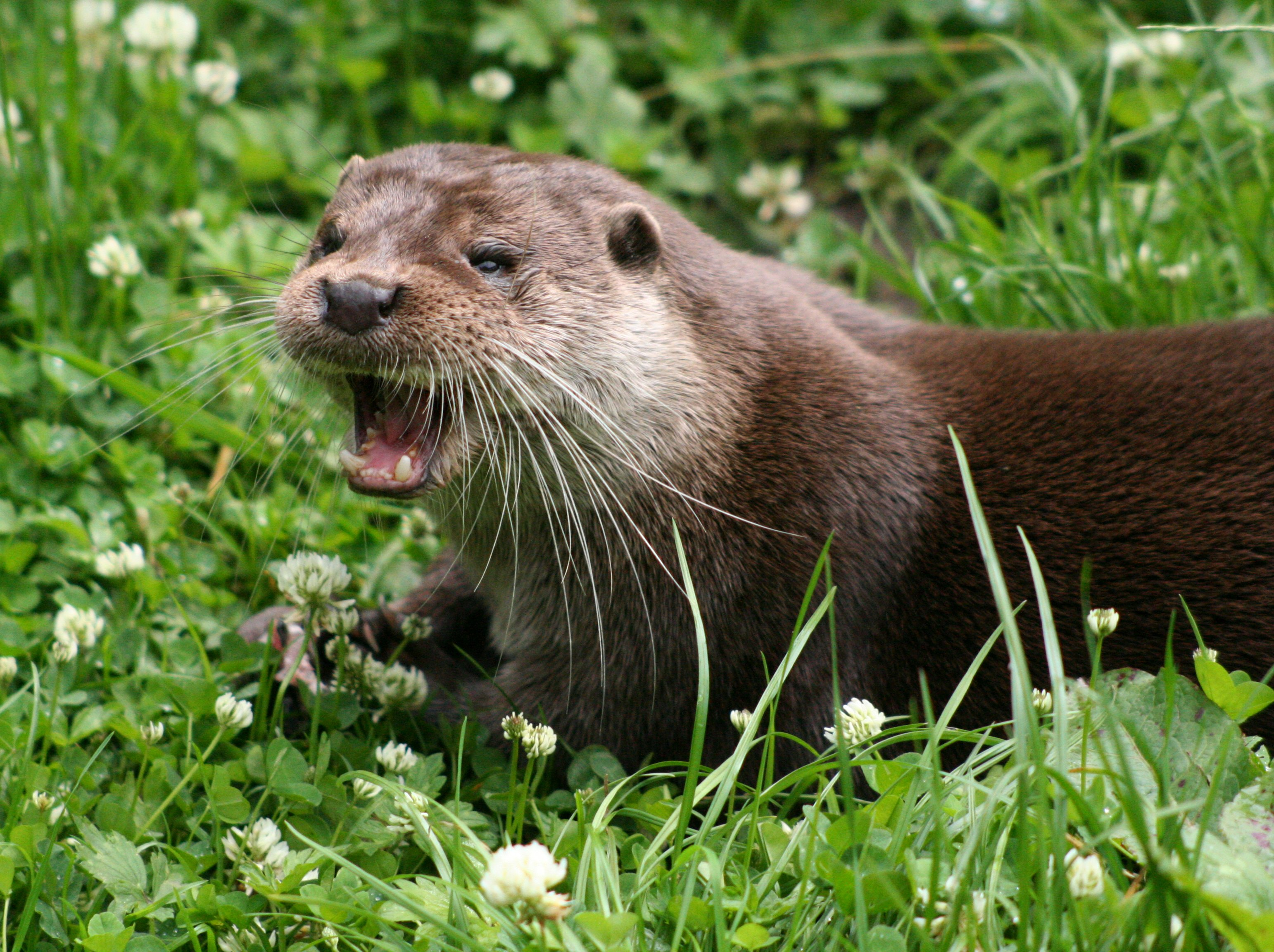
Vydra říční má na lokalitě stabilní populaci

Prostor národní přírodní rezervace slouží jako významné shromaždiště ptactva před odletem do zimních stanovišť. Taktéž se jedná o významnou migrační zastávku pro řadu druhů. Například v případě husy velké (Anser anser) dosahuje maximální četnost v srpnu až 5000 jedinců. Dále se zde shromažďují taktéž zástupci volavky bílé (Egretta alba), husy polní (Anser fabalis) a husy běločelé (Anser albifrons), čírky obecné (Anas crecca) a lžičák pestrý (Anas clypeata). V roce 2011 zde byl poprvé spatřen rybák malý (Sternula albifrons).

#### Savci
V oblasti se nachází stabilní výskyt několika jedinců vydry říční (Lutra lutra). Dále se zde vyskytuje kuna lesní (Martes martes) a kuna skalní (Martes foina). Taktéž se zde nachází prase divoké (Sus scrofa) poškozující rákosový porost. Nicméně ze širšího pohledu na území CHKO Třeboňsko se zde vyskytuje přibližně 50 druhů savců, včetně losa evropského (Alces alces).

## Hospodářský význam

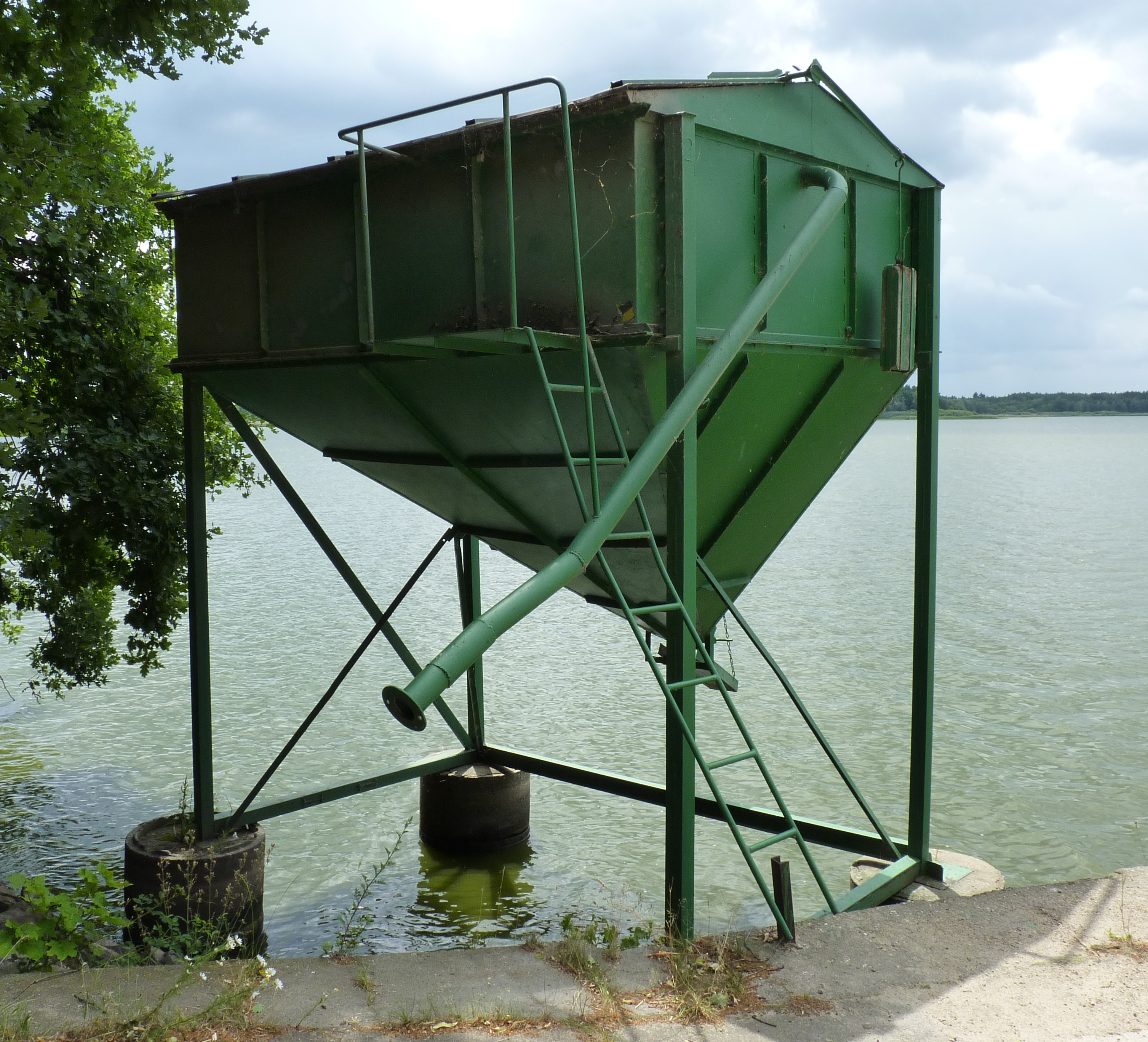
Silo pro krmení ryb

### Chov ryb
Rybniční soustava je k roku 2011 hospodářsky využívaná pro chov ryb v rámci Rybářství Třeboň a.s. Oproti roku vyhlášení byla v době nejvyššího využívání lokality v sedmdesátých letech 20. století rybí osádka až trojnásobná. K roku 2010 byla standardní rybí osádka s převahou kapra redukována na kompromisní hodnotu okolo 70 kg K2 na jeden hektar vodní plochy. Vzniklá finanční újma je Rybářství Třeboň kompenzována státem.

### Vodohospodářství
Rybniční soustava má taktéž vodohospodářský význam, jelikož je schopna zadržet do značné míry povodňovou vlnu, čehož je využíváno jako protipovodňového opatření v podobě retenční nádrže. Nicméně tímto použitím je výrazně poškozován ekosystém dotčených rybníků a to převážně u vegetace, kde je vliv dlouhodobější. Soustava je taktéž využívána pro regulaci hladiny vody v dalších rybničních soustavách. Velký Tisý postihla řada povodní, z nedávné doby například katastrofální srpnovou povodeň v roce 2002, dále jarní povodeň v dubnu 2006. Hlavně povodeň z roku 2002 se negativně promítla do stavu rezervace, jelikož měla za následek zaplavení porostů a jejich následný úhyn.

## Ochrana
Nadměrný chov ryb provozovaný na lokalitě od padesátých let 20. století vedl ke zmenšení litorálního porostu na Velkém Tisém. Dle srovnání leteckých snímků z let 1953, 1967, 1974 a 1991 je jasně patrné, že porosty se zmenšují a to až o více než polovinu jako v případě východní části zmiňovaného rybníka. Z porovnání je patrné, že postupně zmizely desítky hektarů rákosin sloužící jako hnízdiště ptactva a tím pokleslo i množství druhů a hnízdících jedinců. V rámci ochrany je od devadesátých let 20. století prováděna snaha o zvrácení negativního trendu rozpadu litorálního porostu řadou opatření za spolupráce Správy CHKO a BR Třeboňsko a vlastníkem pozemků Rybářství Třeboň. Výsledkem byl experiment, který by ukázal, jestli zvýšená vodní hladina a trojnásobně vysoká populace ryb oproti roku vyhlášení rezervace, jsou faktory negativně ovlivňující vitalitu litorálních porostů.
V rámci experimentu byla od roku 1997 snižována hladina rybníka vždy v lichém roce o přibližně 40 cm. Tím došlo k obnažení pásu dna podél břehu, což se mělo projevit rozrůstáním rákosového porostu v těchto oblastech. V roce 1998 došlo k přehrazení 40 ha části rybníka Velký Tisý v oblasti tzv. Přesecké zátoky pomocí drátěného plotu. Do této oblasti byla následně nasazena alternativní rybí osádka s převahou lína (Tinca tinca) a s nízkým či žádným zastoupením kapra obecného (Cyprinus carpio). Ohrazení na lokalitě sloužilo až do roku 2004, kdy byl plot odstraněn a rybí osádka z hlavní plochy rybníka měla opět do lokality volný přístup. Experiment prokázal, že nevhodná a nadměrná rybí posádka měla negativní dopad na litorální porost společně s nadměrným výskytem řas a zákalem vody. Přijatými opatřeními se podařilo mezi lety 1998 až 2006 rozšířit rákosový porost v průměru o dva metry (přepočteno na plochu se jednalo např. v oblasti poloostrova Lůsy o 0,5 ha). Nicméně velké škody na porostech napáchala katastrofální povodeň z roku 2002, která zaplavila rostliny, jenž následně uhynuly. Pokusy tak ukázaly, že i za vhodných podmínek by byla potřeba doba dosahující až desítek let pro i pouhé částečné zvýšení plochy rákosin.
Dalším problémem je vysoký obsah živin ve vodě a to i přes to, že hnojení rybníka je v současnosti omezeno. Vysoký obsah živin je dán historickým hnojením v nedávné minulosti a skutečnosti, že do rezervace přitéká voda z rybničních soustav, kde k hnojení dochází. V důsledku snížení hnojení by se do lokality pravděpodobně navrátily některé kriticky ohrožené druhy rostlin.

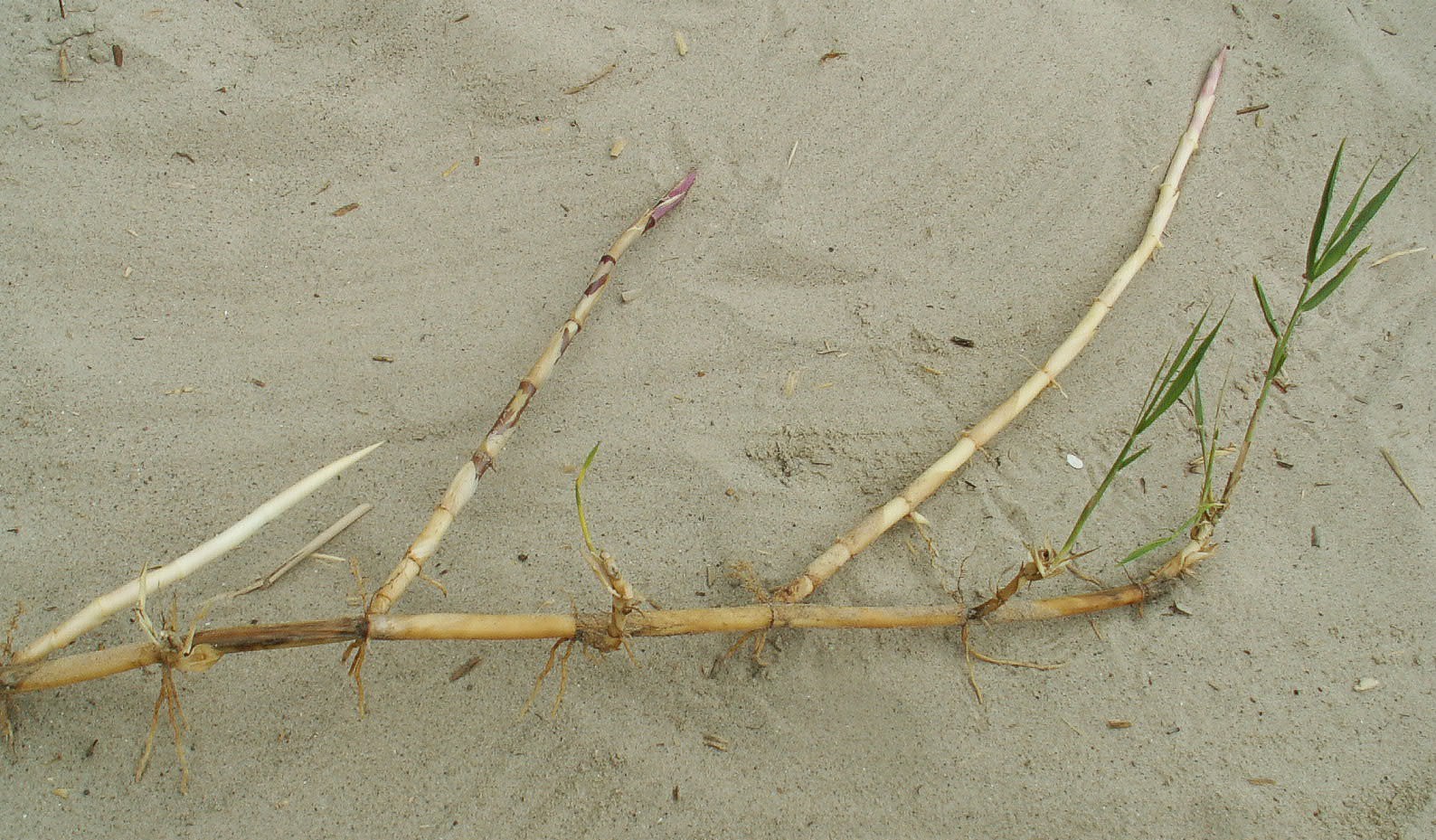
Přemnožená prasata divoká okusují mladé výhonky rákosu obecného, čímž dochází k úhynu rostliny

V rámci zachování lokality se provádí výběrová těžba dřeva a to v případě, kdy sukcese dřevin mění charakter cenných nezalesněných stanovišť. Na území je silně omezen lov divoké zvěře myslivci, mezi povolené druhy k odstřelu patří prase divoké (Sus scrofa), liška (Vulpes vulpes) a dva druhy kuny (kuna lesní (Martes martes) a kuna skalní (Martes foina)). Prase divoké totiž přebývá v porostu rákosin a okusuje zde jejich mladé výhonky. Následně se rostliny utopí po zaplavení, jelikož voda vyplní jejich vnitřní ventilaci. V rámci ochrany by bylo žádoucí, aby u prasete divokého došlo k výrazné redukci jeho populace a to jak na území rezervace, tak i na přilehlých pozemcích. Taktéž na přilehlých zemědělských plochách je prováděno individuální hospodaření.
Plán péče taktéž uvádí, že rybníky Velký a Malý Dubovec mohou být využívány pouze jako plůdkové či výtažníkové rybníky s občasným chovem generačních ryb. Z těchto dvou rybníků smí být vypuštěn vždy jen jeden, druhý musí být alespoň částečně napuštěn.

### Ornitologická lokalita
Od roku 1952 se na severním okraji rybníka Velký Tisý nachází dřevěná terénní stanice podléhající správě Národního muzea v Praze. Je vybavena kuchyňkou a krbovými kamny, je zde zavedena elektřina. Tato stanice slouží pro ubytování a jako základna pro ornitologické výzkumné expedice v oblasti.

## Turismus
Oblast národní přírodní rezervace je dle dvojice zdrojů volně dostupná pro návštěvníky po veřejných cestách, nicméně další zdroje uvádějí, že s ohledem na nerušení místního ptactva není vstup do rezervace pro návštěvníky povolen.